# Лондонский новогодний парад
Лондонский новогодний парад 2019
Ло́ндонский нового́дний пара́д (англ. London's New Year's Day Parade; LNYDP) — ежегодный парад по улицам лондонского Вест-Энда 1 января.

## История
Первый парад состоялся в 1987 году и изначально назывался «Большой парад лорд-мэра Вестминстера» (англ. Lord Mayor of Westminster's Big Parade). В 1994 году был переименован в «Лондонский парад» (англ. London Parade). В 2000 году назван «Парадом тысячелетия» (англ. Millennium Parade), а в дальнейшем получил своё нынешнее название.
В 2006 году новогодний парад впервые транслировался в прямом эфире для 220-миллионной телевизионной аудитории по всему миру.
В 2021 году проведению парада помешала пандемия COVID-19, а в 2022 году по причине введённых из-за неё ограничений новогодний парад состоялся на временной открытой арене, для посещения которой необходимо было приобрести билет. 1 января 2023 года вновь прошёл полноценный парад, за которым непосредственно наблюдали более 500 тысяч зрителей, вышедших на улицы Лондона.

## Описание
Новогодний парад в Лондоне — крупнейшее подобное мероприятие в мире. В нём принимают участие десятки оркестров и групп поддержки, уличные артисты, главы лондонских боро, старинные автомобили. Помимо непосредственно самого парада в рамках мероприятия также проходит серия концертов.

### Маршрут парада
Протяжённость маршрута парада составляет около двух миль (≈3,2 км). До 2010 года он начинался на Парламентской площади в Вестминстере и проходил по Парламент-стрит и Уайтхолл до Трафальгарской площади, а затем — по Кокспер-стрит и Риджент-стрит. Заключительный участок находился вдоль Пикадилли и заканчивался в Грин-парке.
В 2010 году направление шествия изменилось в обратную сторону, чтобы телевещатели США могли показать американским зрителям лучшие виды на достопримечательности Лондона, такие как Биг-Бен и Трафальгарская площадь. Пересмотренный маршрут начинается у отеля «Ritz», проходит вдоль Пикадилли к площади Пикадилли, вниз по Риджент-стрит и Пэлл-Мэлл до Трафальгарской площади, затем вдоль Уайтхолл до Парламентской площади.